# UFC Fight Night: Shogun vs. Henderson II
UFC Fight Night: Shogun vs. Henderson II foi um evento de artes marciais mistas promovido pelo Ultimate Fighting Championship, ocorreu no Ginásio Nélio Dias, em Natal, no Brasil.

## Background
Esse foi o segundo evento do UFC a acontecer na região nordeste do Brasil, o anterior foi o UFC on Fuel TV: Nogueira vs. Werdum.
O evento principal foi a revanche entre os meio-pesados, o brasileiro Maurício Shogun e o norte-americano Dan Henderson, a primeira luta entre os dois ocorreu no UFC 139 e Henderson venceu por decisão unânime.
Gleison Tibau enfrentaria Mairbek Taisumov no evento, porém, uma lesão tirou Tibau da luta e ele foi substituído por Michel Prazeres. 
A luta entre o brasileiro Diego Brandão e o norte-americano Will Chope foi cancelada após o lutador estadunidense ser expulso do UFC após descoberta que foi exonerado da Força Aérea dos Estados Unidos por agredir a ex-esposa várias vezes e até ameaçá-la com uma faca.

## Card Oficial
Nota 1 Parke perdeu um ponto no segundo round por segurar o calção do adversário.

Nota 2 Taisumov perdeu dois pontos: um no primeiro round por um chute ilegal e um no segundo round por agarrar a grade.

## Bônus da Noite
- Luta da Noite:  Maurício Shogun vs.  Dan Henderson
- Performance da Noite:  Dan Henderson e  Godofredo Pepey

## Referencias
1. ↑  «Gleison Tibau se lesiona e dá lugar a Michel Trator no UFC em Natal». combate.com. 19 de Fevereiro de 2014
2. ↑  combate.com. 23 de Março de 2014 http://sportv.globo.com/site/combate/noticia/2014/03/luta-de-diego-brandao-em-natal-cai-apos-descoberta-do-passado-de-rival.html Em falta ou vazio |título= (ajuda)

## Ligações Externas
1. ↑  Nota 1
2. ↑  Nota 2